# Autóctono (mitología griega)
En la mitología griega, los autóctonos (del griego αὐτός y χθών, esto es, «de la propia tierra») —también aborígenes o terrígenos— eran hombres surgidos directamente de la tierra, por lo que estaban especialmente vinculados con esta para siempre. En la mayoría de casos a los autóctonos no les adjudicaban ni padre ni madre, simplemente, surgían de la tierra como las plantas. Son reyes primitivos y a menudo epónimos del lugar donde residían, pero a veces son citados con otra filiación. Los autóctonos son especialmente pródigos en las genealogías del Ática  —entre ellos se cuentan a Anfictión, Cécrope, Cránao, Erictonio y Perifante—. Muchos de los pueblos tenían entre sus leyendas a uno de los autóctonos, como Beocia o Creta, pero en época tardía ya comenzaron a proliferar autóctonos dentro de contextos míticos sin estar vinculados a un territorio concreto, como el caso de Aquiles, que convenció a Hera de que se casara con Zeus. Clemente dice que habitaban Eleusis entonces hombres autóctonos: sus nombres eran Baubo, Disaules, Triptólemo, Eumolpo y Eubuleo.

Para algunos el término «mortal» deriva de un tal Broto, a saber:
«Brotós («mortal»), según Evémero de Mesenia, es un derivado de Broto, un autóctono; según Hesíodo, de Broto, el hijo de Éter y de Hemera». 
Algunos llaman autóctonas a varias tribus de hombres de antaño, que nacieron espontáneamente en el suelo de su patria, como los arcadios, atenienses, eginetas o tebanos. Otras estirpes colectivas de hombres también tienen la denominación de autóctonos. Por ejemplo, las tres náyades de Tiro, llamadas Abarbarea, Calírroe y Drosera, fueron oblidadas, como castigo por Eros, a unirse a una estirpe de hombres autóctonos y de estas uniones nacieron las gentes del pueblo de Tiro. Otro ejemplo son los habitantes originales de Béroe (Beirut), también autóctonos, fueron creaciones de la propia Naturaleza.
No todos los reyes primitivos son imaginados como autóctonos, simplemente se desconoce su origen. Algunos de estos ejemplos son: Acteo, Antedón o Céleo. Por otro lado Agdistis nació de la tierra fecundada por el semen de Zeusy el caballo Escifio nació del semen de Poseidón en contacto con una roca,pero a ninguno de ellos se le llama autóctono. 

## Los primeros hombres en nacer
Existe una lista donde se nos habla de las diversas y encontradas leyendas sobre quién fue el primer hombre en nacer, a saber:
«...Ya sea que entre los beocios haya nacido Alcomeneo ( Ἀλκομενέως) como primer hombre al otro lado de la laguna Cefisia [Copaide]; o si fueron los Curetes (Κουρῆτες) del Ida, raza divina, o los Coribantes (Κορύβαντες) de Frigia aquellos a los que el sol vio los primeros cuando nacían de los árboles; O si fue Arcadia la que dio a luz a Pelasgo (Πελασγός),  anterior a la luna; o a Eleusis (Ἐλευσῖνι), habitante de Raria carente de vivienda; o bien Lemnos de bellos hijos engendró en sus ritos secretos a Cabiro (Καβειρώ); o bien Pelene [Palene] a Alcioneo (Ἀλκυονεύς) Flegreo, el más viejo de los gigantes; los libios a su vez dicen que Yarbas (ἲαρβας), el primer nacido, surgiendo de las desérticas llanuras, gustó el primero de la dulce bellota de Zeus».